# Liste der Baudenkmäler in Friedenfels

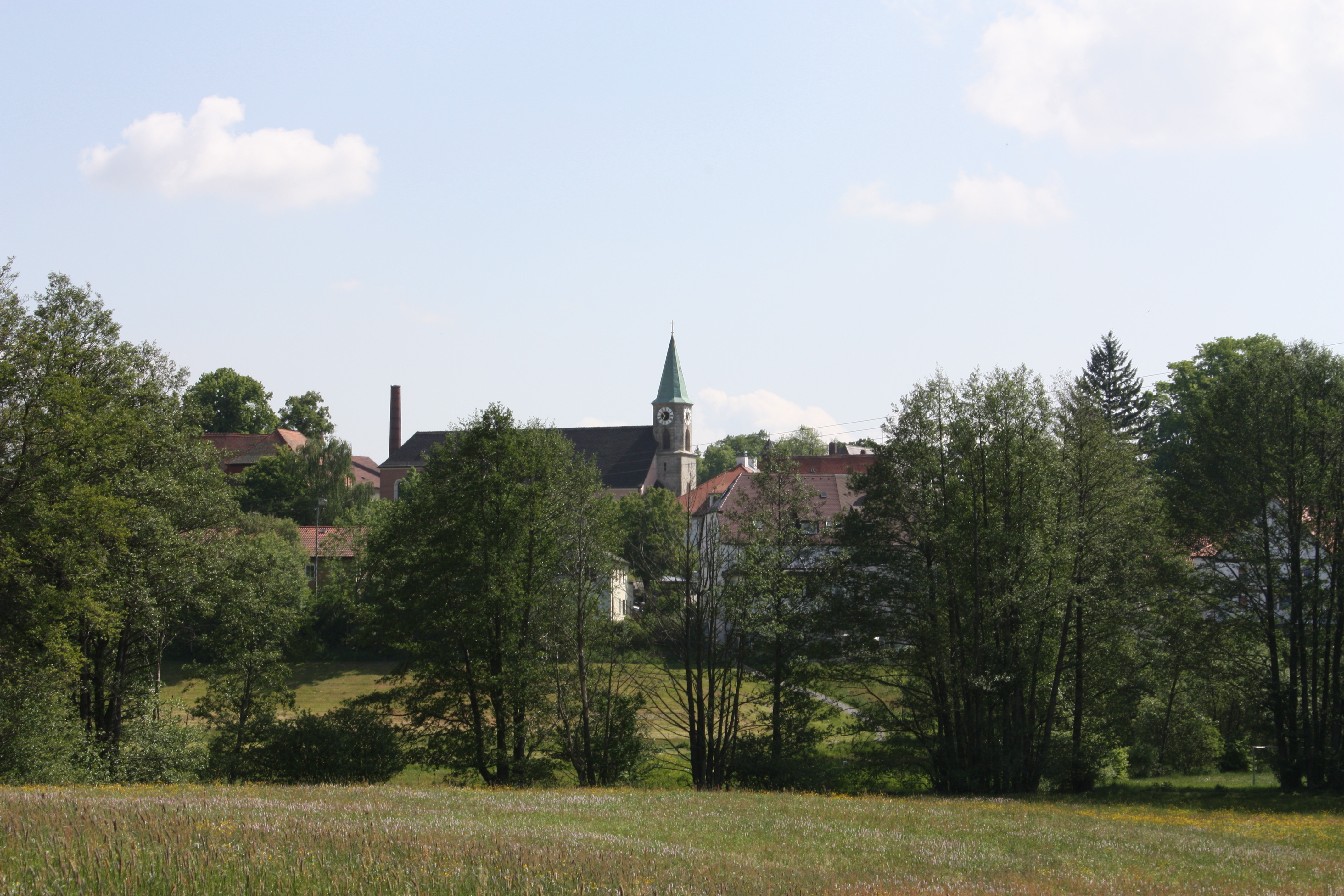
Blick auf Friedenfels

Auf dieser Seite sind die Baudenkmäler in der Oberpfälzer Gemeinde Friedenfels zusammengestellt. Diese Tabelle ist eine Teilliste der Liste der Baudenkmäler in Bayern. Grundlage ist die Bayerische Denkmalliste, die auf Basis des Bayerischen Denkmalschutzgesetzes vom 1. Oktober 1973 erstmals erstellt wurde und seither durch das Bayerische Landesamt für Denkmalpflege geführt wird. Die folgenden Angaben ersetzen nicht die rechtsverbindliche Auskunft der Denkmalschutzbehörde.

## Baudenkmäler nach Ortsteilen

### Friedenfels
| Lage                          | Objekt                                    | Beschreibung | Akten-Nr.              | Bild           |
| ----------------------------- | ----------------------------------------- | --- | ---------------------- | -------------- |
| Am Schloßberg 4, 8 (Standort) | Schloss                                   | Dreigeschossiger, verputzter Massivbau mit Walmdach, giebelbekröntem Mittelrisalit, turmartigem Bodenerker mit Zwerchhaus und geohrten Faschen, 1814 nach Brand über Bauteilen der Zeit um 1585–88 neu errichtet, Umbauten mit eckturmartigem Anbau und offenem Treppenhaus durch Emanuel von Seidl 1900/01 Von rustizierten Pfeilern eingefasste Toranlagen, wohl 1900/01 Ökonomiehof, Vierflügelanlage, eingeschossige, verputzte Massivbauten mit Walmdächern und Fledermausgauben sowie zweigeschossiger Wohnstock mit Krüppelwalmdach und Tordurchfahrt mit Granitportal, um 1800 | D-3-77-118-1 Wikidata  | Schloss        |
| Gemmingen-Straße 31 ()        | Schlossbrauerei Friedenfels               | dreigeschossiger verputzter Satteldachbau mit Kniestock, gekuppelten Fenstern, Putz- und Granitgliederung, östlich eingeschossiger Trakt mit Flachdach, bezeichnet mit "1886-88 Gustav von Siegle" | D-3-77-118-16          |                |
| Kolpingplatz 1 (Standort)     | Verwaltungsbau, sogenanntes Schlößl       | Zweigeschossiger, verputzter Massivbau mit Mansardwalmdach, Lisenengliederung, Granitportal und Fledermausgauben, im Kern 1778, im späteren 19. Jahrhundert nach Norden zu Dreiflügelanlage erweitert | D-3-77-118-3 Wikidata  | BW             |
| Kolpingplatz 2 (Standort)     | Schulhaus                                 | Zweigeschossiger, verputzter Massivbau mit Walmdach, Rundbogenportal und Granitlaibungen, im strengen Heimatstil, von Friedrich von Thiersch, 1910 | D-3-77-118-13 Wikidata | BW             |
| Kolpingplatz 4 ()             | Ehemalige Alte Schule, heute Gemeindehaus | zweigeschossiger teilunterkellerter Walmdachbau, 1844, 1890 aufgestockt, Ausstattung im OG 1910/11 | D-3-77-118-17          |                |
| Kolpingplatz 5 (Standort)     | Katholische Pfarrkirche Maria Immaculata  | Saalkirche, verputzter Massivbau mit eingezogenem Chor und Werksteinturm mit Spitzhelm, 1874–77, Umbau und Anbau der Sakristei 1937/38; mit Ausstattung | D-3-77-118-4 Wikidata  | weitere Bilder |
| Schönfußstraße 1 (Standort)   | Ehemaliges Hammerherrenhaus               | Zweigeschossiger, verputzter Massivbau über hohem Kellergeschoss, mit Walmdach und Eckrustizierung, im Kern um 1800 | D-3-77-118-6 Wikidata  | BW             |
| Zwerchacker (Standort)        | Waldfriedhof                              | 1878 als romantisierender Park angelegt Findlingsstein, Granit, mit Muttergottesbildnische, 19. Jahrhundert Bronzekruzifixus, wohl erste Hälfte 20. Jahrhundert | D-3-77-118-5 Wikidata  | BW             |

### Bärnhöhe
| Lage                   | Objekt      | Beschreibung                                               | Akten-Nr.             | Bild |
| ---------------------- | ----------- | ---------------------------------------------------------- | --------------------- | ---- |
| Bärnhöhe 11 (Standort) | Feldkapelle | Verputzter Massivbau mit Satteldach, 1930; mit Ausstattung | D-3-77-118-7 Wikidata | BW   |

### Köhlerlohe
| Lage                    | Objekt                             | Beschreibung | Akten-Nr.              | Bild |
| ----------------------- | ---------------------------------- | --- | ---------------------- | ---- |
| Köhlerlohe 1 (Standort) | Ehemaliges Wohnstallhaus, Einödhof | Eingeschossiger Massivbau mit Frackdach und verschaltem Fachwerk-Obergeschoss, im Inneren (Bohlen-Balkendecke) bezeichnet mit „1770“ | D-3-77-118-12 Wikidata | BW   |

### Oed
| Lage                        | Objekt         | Beschreibung                                                                       | Akten-Nr.              | Bild |
| --------------------------- | -------------- | ---------------------------------------------------------------------------------- | ---------------------- | ---- |
| Hof- und Ödäcker (Standort) | Milchkühlhäusl | Kleiner Satteldachbau aus Bruchsteinmauerwerk mit Quelleinfassung, 19. Jahrhundert | D-3-77-118-14 Wikidata | BW   |

### Schönfuß
| Lage                         | Objekt   | Beschreibung                  | Akten-Nr.             | Bild |
| ---------------------------- | -------- | ----------------------------- | --------------------- | ---- |
| Schönfußstraße 41 (Standort) | Viehtrog | Granit, bezeichnet mit „1735“ | D-3-77-118-8 Wikidata | BW   |

### Trettmanns
| Lage                                                                                        | Objekt                   | Beschreibung | Akten-Nr.             | Bild |
| ------------------------------------------------------------------------------------------- | ------------------------ | --- | --------------------- | ---- |
| Schusterberg-Kapellenäcker; In der Leite; Am Schusterberg; Schusterberg-Kreuzweg (Standort) | Kriegergedächtniskapelle | Massivbau mit Satteldach und Portikus, im Kern wohl um 1800, nach dem Ersten Weltkrieg erweitert; mit Ausstattung Kreuzweg, 14 gotisierende Stationen aus Granit mit Bronzerelieftafeln, 1920 | D-3-77-118-9 Wikidata | BW   |

### Voitenthan
| Lage                    | Objekt                       | Beschreibung                                                                                         | Akten-Nr.              | Bild |
| ----------------------- | ---------------------------- | --- | ---------------------- | ---- |
| Voitenthan 9 (Standort) | Wohnhaus eines Dreiseithofes | Zweigeschossiger, verputzter Massivbau mit Satteldach und Glockenturm, ehemals bezeichnet mit „1811“ | D-3-77-118-11 Wikidata | BW   |